# Федерація роботодавців нафтогазової галузі
Всеукраїнське галузеве об'єднання Федерація роботодавців нафтогазової галузі (ВГО «ФРНГ») — найбільша організація роботодавців, що об'єднує нафтогазові підприємства України.
ВГО «ФРНГ» було створене відповідно до законів України «Про організації роботодавців, їх об'єднання, права і гарантії їх діяльності», «Про соціальний діалог в Україні» та «Про колективні договори і угоди» і зареєстроване ок юридична особа — організація роботодавців 8 серпня 2018 року.
7 листопада 2023 року Національна служба посередництва і примирення визнала ВГО «ФРНГ» таким, що відповідає критеріям репрезентативності на галузевому рівні для участі у колективних переговорах з укладення галузевих (міжгалузевих) угод та для делегування представників до органів соціального діалогу на відповідному рівні.
З 2019 року ВГО «ФРНГ» є членом Центру європейської політики, м. Брюссель.
Голова ВГО «ФРНГ» — Віталій Щербенко.

## Склад
До складу ВГО «ФРНГ» входять Київська міська та Івано-Франківська обласна організації роботодавців нафтогазової галузі, які об'єднують 16 підприємств нафтогазової галузі, зокрема — підприємства Групи Нафтогаз, ТОВ «Оператор ГТС України», ТОВ "Виробничо-технічний центр «Енергія».
Від червня 2021 асоційованим членом ВГО «ФРНГ» є Асоціація газовидобувних компаній України, яка об'єднує 9 найбільших газовидобувних підприємств України державної та приватної форм власності. Спільно компанії, що входять до складу асоціації, видобувають 93 % українського газу.